# Liste der Einträge im National Register of Historic Places im Hill County (Texas)
Die Liste der Registered Historic Places im Hill County führt alle Bauwerke und historischen Stätten im texanischen Hill County auf, die in das National Register of Historic Places aufgenommen wurden.

## Aktuelle Einträge
| Lfd. Nr. | Name im NRHP                                   | Bild | Datum der Eintragung | Adresse/Lage                                                                               | Ort                  | NRHP-ID  | Beschreibung |
| -------- | ---------------------------------------------- | ---- | -------------------- | ------------------------------------------------------------------------------------------ | -------------------- | -------- | ------------ |
| 1        | Bear Creek Shelter Site                        |      | 19. Okt. 1978        | Address Restricted                                                                         | Huron                | 78002955 |              |
| 2        | Buzzard Cave                                   |      | 18. Juli 1974        | Address Restricted                                                                         | Lake Whitney         | 74002270 |              |
| 3        | Farmers National Bank                          |      | 30. März 1984        | 68 W. Elm St.                                                                              | Hillsboro            | 84001871 |              |
| 4        | Gebhardt Bakery                                |      | 30. März 1984        | 119 E. Franklin St.                                                                        | Hillsboro            | 84001873 |              |
| 5        | Grimes Garage                                  |      | 30. März 1984        | 110 N. Waco St.                                                                            | Hillsboro            | 84001875 |              |
| 6        | Grimes House                                   |      | 30. März 1984        | Country Club Rd. and Corporation St.                                                       | Hillsboro            | 84001877 |              |
| 7        | Hill County Courthouse                         |      | 21. Juni 1971        | Courthouse Sq.                                                                             | Hillsboro            | 71000939 |              |
| 8        | Hill County Jail                               |      | 28. Mai 1981         | N. Waco St.                                                                                | Hillsboro            | 81000631 |              |
| 9        | Hillsboro Cotton Mills                         |      | 30. März 1984        | 220 N. Houston St.                                                                         | Hillsboro            | 84001878 |              |
| 10       | Hillsboro Residential Historic District        |      | 9. Juli 1984         | Roughly bounded by Country Club Rd., Thompson, Corsicana, Pleasant, Franklin, and Elm Sts. | Hillsboro            | 84001879 |              |
| 11       | J. T. Baker Farmstead                          |      | 17. März 1992        | 1.2 mi. N of Blum between TX 174 and the Nolan R.                                          | Blum                 | 92000138 |              |
| 12       | Joe E. Turner House                            |      | 13. Apr. 1977        | 3 mi. E of Itasca on SR 934                                                                | Itasca               | 77001452 |              |
| 13       | Kyle Shelter                                   |      | 9. Juli 1974         | Address Restricted                                                                         | Lake Whitney Estates | 74002078 |              |
| 14       | McKenzie Site                                  |      | 25. Nov. 1977        | Address Restricted                                                                         | Hillsboro            | 77001451 |              |
| 15       | Missouri-Kansas-Texas Company Railroad Station |      | 19. Dez. 1979        | Covington St.                                                                              | Hillsboro            | 79002978 |              |
| 16       | Old Rock Saloon                                |      | 30. März 1984        | 58 W. Elm St.                                                                              | Hillsboro            | 84001881 |              |
| 17       | Pictograph Cave                                |      | 13. März 1974        | Address Restricted                                                                         | Lake Whitney         | 74002079 |              |
| 18       | Sheep Cave                                     |      | 9. Juli 1974         | Address Restricted                                                                         | Blum                 | 74002077 |              |
| 19       | Sturgis National Bank                          |      | 30. März 1984        | S. Waco and W. Elm Sts.                                                                    | Hillsboro            | 84001889 |              |
| 20       | Tarlton Building                               |      | 30. März 1984        | 110 E. Franklin St.                                                                        | Hillsboro            | 84001892 |              |
| 21       | U.S. Post Office                               |      | 30. März 1984        | 118 S. Waco St.                                                                            | Hillsboro            | 84001894 |              |
| 22       | Western Union Building                         |      | 30. März 1984        | 107 S. Covington St.                                                                       | Hillsboro            | 84001896 |              |